# Unbesiegbar (Kurzfilm)
Unbesiegbar (Originaltitel: Invincible) ist ein kanadischer Kurzfilm aus dem Jahr 2022 von Vincent René-Lortie.

## Handlung
Unbesiegbar zeigt die letzten 48 Stunden eines Jugendlichen: Der 14-jährige Marc leidet unter psychischen Problemen und neigt zu gewalttätigen Ausbrüchen, weshalb er in einer Jugendstrafanstalt untergebracht ist. Nachdem er ein Wochenende mit seiner Familie verbringen durfte, erträgt er es nicht länger in der Anstalt, in der er sich eingesperrt fühlt. Mit einem Feuerzeug löst er die Sprinkleranlage in seinem Zimmer aus. Da dies nicht der erste Vorfall dieser Art ist, werden ihm sämtliche Privilegien entzogen, unter anderem darf er auch seine Familie nicht mehr besuchen. Der Wärter/Betreuer Luc legt ihm seine Optionen dar: Entweder er bessert sein Verhalten und kann so zu seiner Familie zurückkehren, oder er wird nie wieder richtig frei sein. Beim Basketballspielen auf dem Hof erkennt Marc eine Fluchtoption, kann jedoch noch widerstehen. Als sich jedoch wenig später beim Schwimmen eine ähnliche Möglichkeit auftut, flieht Marc aus der Anstalt. Auf seiner Flucht läuft er vor ein Auto, die Fahrerin kann gerade noch rechtzeitig bremsen. Als sie aussteigt, um Hilfe zu holen, eilt Marc hinters Steuer und fährt davon. Unterwegs ruft er bei seiner Mutter an, die ihn zum Abendessen einlädt und ihm sagt, wie sehr sie ihn liebt. Marc selbst bleibt am Telefon stumm. Als Polizeisirenen zu hören sind, gibt er Gas und fährt mit dem Auto in einen See.

## Hintergrund und Veröffentlichung
Der Film basiert auf einer wahren Begebenheit: Marc-Antoine Bernier war der beste Freund des Regisseurs Vincent René-Lortie. Dieser konnte den Tod seines Freundes lange nicht verwinden und verarbeitete die Erfahrung schließlich in Unbesiegbar. René-Lortie rekonstruiert die Ereignisse, indem er sich ganz auf die Hauptfigur Marc-Antoine konzentriert, sodass die Zuschauer ahnen können, was in ihm vorgeht. Der Film soll vermitteln, wie junge Menschen mit psychischen Problemen fühlen und denken und deren Handlungen erklären.
Unbesiegbar feierte seine Weltpremiere beim Tirana International Film Festival 2022. Es folgten weitere Aufführungen bei verschiedenen Filmfestivals, unter anderem bei Festival du Nouveau Cinéma im Produktionsland Kanada und beim Festival du Court-Métrage de Clermont-Ferrand. Beim kanadischen Filmpreis Prix Jutra 2023 wurde Unbesiegbar als bester Live-Action-Kurzfilm ausgezeichnet.
Bei der Oscarverleihung 2024 wurde Unbesiegbar in der Kategorie Bester Kurzfilm nominiert.